# Josef Fröberg
Josef Fröberg, född den 21 oktober 1869 i Karlskrona, död där den 4 juli 1958, var en svensk ämbetsman.
Fröberg blev student vid Lunds universitet 1888 och avlade examen till rättegångsverken 1891. Han blev landskanslist i Blekinge län 1895, extra länsnotarie där 1900 och länsnotarie 1901. Fröberg var tillförordnad landssekreterare 1906–1909, landskamrerare 1910–1913 och landssekreterare 1913–1935. Han blev riddare av Nordstjärneorden 1916 och kommendör av andra klassen av samma orden 1926.